# Roman Jewgenjewitsch Kuchtinow
Roman Jewgenjewitsch Kuchtinow (russisch Роман Евгеньевич Кухтинов; * 1. Dezember 1975 in Belgorod, Russische SFSR) ist ein ehemaliger russischer Eishockeyspieler.    

## Karriere
Roman Kuchtinow begann seine Karriere als Eishockeyspieler in der Nachwuchsabteilung von Krylja Sowetow Moskau, für dessen Profimannschaft er in der Saison 1993/94 sein Debüt in der Superliga gab. Anschließend verbrachte der Verteidiger je eine Spielzeit bei dessen Ligarivalen SKA Sankt Petersburg und Neftechimik Nischnekamsk, ehe er zwei Jahre lang mit dem Eishockey pausierte. Im Sommer 1998 unterschrieb der Russe bei Metallurg Nowokusnezk, für das er in den folgenden drei Jahren auflief. Im NHL Entry Draft 2001 wurde der Linksschütze von den New York Islanders in der neunten Runde als insgesamt 280. Spieler ausgewählt, blieb jedoch in seiner russischen Heimat, wo er in den folgenden Spielzeiten für Salawat Julajew Ufa, Sewerstal Tscherepowez, den HK Metallurg Magnitogorsk, erneut Ufa, sowie eineinhalb Jahre lang für die beiden Hauptstadtclubs HK Spartak Moskau und HK ZSKA Moskau in der Superliga auf dem Eis stand. 
Im Sommer 2008 wurde Kuchtinow von Amur Chabarowsk verpflichtet, für das er bis 2010 in der neu gegründeten Kontinentalen Hockey-Liga spielte.

## Erfolge und Auszeichnungen
- 1993 Silbermedaille bei der U18-Junioren-Europameisterschaft

## KHL-Statistik
(Stand: Ende der Saison 2009/10)